# Iliotibiaal frictiesyndroom
Het Iliotibiaal frictiesyndroom (ook wel lopersknie genoemd) is een frequente blessure bij hardlopers. Daarnaast kan het eveneens optreden bij andere sporten (bijvoorbeeld fietsen en gewichtheffen).

## Definitie
Het iliotibiale frictiesyndroom is een van de hoofdoorzaken van laterale kniepijn bij hardlopers. De tractus iliotibialis is een weefselverdikking aan de buitenzijde van de dij. Deze band loopt van de buitenzijde van het bekken over de heup en knie en hecht aan net onder de knie. De tractus iliotibialis is belangrijk voor het stabiliseren van het kniegewricht tijdens hardlopen. Hierbij beweegt de band van achter het femur (dijbeen) in anterieure richting en wrijft hierbij over de laterale knobbel van het femur. Dit constante wrijven kan de band doen ontsteken wat de klachten veroorzaakt.

## Symptomen
Het iliotibiaal frictiesyndroom varieert van een stekende pijn net boven het kniegewricht (aan de buitenzijde van de knie over de gehele lengte van de band) tot een zwelling op de plaats waar de band over het dijbeen wrijft. De pijn treedt vaak niet op meteen bij aanvang van de inspanning maar na enige tijd en neemt hierbij progressief toe. De pijn wordt vooral gevoeld wanneer de voet de grond raakt. Na activiteit is het mogelijk dat de pijn aanwezig blijft. De pijn kan eveneens gevoeld worden onder de knie op de plaats waar de tractus iliotibialis aan de tibia (scheenbeen) aanhecht.
Verder kan het iliotibiaal frictiesyndroom optreden op de plaats waar de band aanhecht aan de heup. Deze vorm is echter zelden een manifestatie van een sportletsel. Het treedt vaker op tijdens de zwangerschap omdat hierbij een algemene verzwakking van het bindweefsel gezien wordt. Daarnaast draagt het toegenomen gewicht bij aan een toegenomen druk op de tractus iliotibialis. Daarnaast wordt deze vorm ook vaak bij oudere patiënten gezien.

## Oorzaken
Het iliotibiale frictiesyndroom kan ontstaan door het volgen van bepaalde traininggewoontes, anatomische anomalieën of zwakte van bepaalde spiergroepen:
- Traininggewoontes:
  - Lopen op een zijwaarts hellend oppervlak (bv. steeds aan dezelfde zijde van de straat lopen) zorgt ervoor dat het "laagste" been enigszins naar binnen buigt waardoor de band versterkt tegen het dijbeen wrijft;
  - Slechte warming up of cooling-down;
  - Te snel toegenomen trainingsomvang;
  - Bergafwaarts lopen;
  - Trappen op- en aflopen.
- Anatomische afwijkingen aan been of voet:
  - Hoog of net laag lengtegewelf van de voet;
  - Pronatie van de voet;
  - Ongelijke beenlengte;
  - Genua vara (O-benen; hierbij slijt de hielzool van een sportschoen aan de buitenzijde sneller af). Bij deze aandoening zou een te strakke peesplaat een rol kunnen spelen.
- Spierzwakte:
  - Zwakke abductoren.